# أكرم التوم
الدكتور أكرم علي التوم عينه مجلس الوزراء السوداني وزير الصحة في دولة السودان منذ سبتمبر 2019 حتى يوليو 2020.

## نشأته ومؤهلاته
ولد في أم درمان، في 18 ديسمبر 1961م و هو ابن إحدى رائدات العمل النسوي بالسودان حاجة كاشف بدري، تم اختياره كوزير للصحة في الحكومة المدنية الانتقالية في السودان.
حصل الدكتور أكرم علي التوم على منحة فولبرايت للدراسات العليا , و على شهادة الماجستير في الصحة العامة، خيث حاز شهادة البكلاريوس في الطب والجراحة من جامعة الخرطوم, وأيضا حصل على جائزة الصحة العلمية لأفضل مدير في الإقليم الأفريقي. كما أن لديه خبره واسعة في إدارة البرامج الصحية والتنموية و إجراء البحوث في البلدان الصناعية وتقديم الاستشارات الفنية وأيضا إجراء البحوث في البلدان المنخفضة والمتوسطة الدخل.

## الجوائز التقديرية والتعليم
التعليم والجوائز التقديرة والتأهيل العلمي للدكتور أكرم علي التوم والجوائز منها:
1- نال شهادة البكلاريوس في الطب والجراحة بجامعة الخرطوم في عام 1985م.
2- نال شهادة الماجستير في الصحة العامة MPH من جامعة جونزهوبكنز في عام 1993م.
3- حازعلى منحة فولبرايت للدراسات العليا (1993م - 1992م).
4- حصل على جائزة منظمة الصحة العالمية لأفضل مدير في الإقليم الأفريقي عام 2015م.
5- من أهم إنجازاته كان صياغة إستراتيجية الصحة للقارة الأفريقية (2016م - 2030م).
6- ملتزم بالنهوض بالتنمية المستدامة والتغطية الشاملة لفئات المجتمع المهمشة والمستبلة.
7- له خبره مميزه في برنامج الصحة الإنجابية المتكاملة، التغذية، صحة الأم والطفل و المراهقين، مكافحة الأمراض السارية والغير سارية.
8- له خبره واسعة في إدارة البرامج الصحية والتنموية وتقديم الاستشارات الفنية وإجراء البحوث في البلدان المنخفضة والمتوسطة.

## الدول التي عمل فيها
عمل الدكتور أكرم علي التوم في مجموعة من الدول، من الدول التي عمل فيها الدكتور أكرم علي التوم: روندا , إثيوبيا , أذربيجان، أرمينيا، البوسنة والهارسك، جورجيا، كزاخستان , إندونيسيا , الاتحاد الروسي، طاجيكستان، ميانمار، تيمور الشرقية , تايلاند , أفغانستان , مصر , الأردن , السودان , إيران , الصومال , فيتنام، اوزباكستان.

### اللغات
يجيد الدكتورأكرم علي التوم اللغة العربية الأم، ويجيد اللغة الإنجليزية بامتياز وله معرفة جيدة باللغة الفرنسية.